# San Marco (Teano)
San Marco è una frazione del comune italiano di Teano, nella provincia di Caserta, in Campania.
Al censimento delle località Istat del 2011, il centro abitato di San Marco contava 586 abitanti.

## Geografia fisica
San Marco, sorge a 175 metri sul livello del mare, nella zona sud-ovest del comune di Teano in una zona prevalentemente collinare ai confini con la frazione di Casale del comune di Carinola e con il comune di Francolise.

## Storia
Il primo insediamento stabile di cui si hanno notizie è legato alla presenza di alcune ville romane, di cui si possono rinvenire delle tracce in località Acquaruoli e in località Pergola.
Nel XVII secolo, sotto la dominazione degli spagnoli, vennero costruiti i due monasteri di Meduni e della Masseriola: il primo è stato spianato dopo la vendita da parte dei proprietari e, nello scavo, sono stati trovati due sarcofagi in terracotta (poi distrutti); il secondo è in buono stato di conservazione e presenta ancora gli affreschi della chiesetta del convento.

### Origine del nome
L'origine del nome della frazione è legata alla figura di San Marco Evangelista, di cui è presente anche l'omonima parrocchia.

## Monumenti e luoghi d'interesse

### Chiesa di San Marco Evangelista
Nella frazione è presente la chiesa parrocchiale di San Marco Evangelista. Le prime notizie dell'edificio di culto risalgono al 1614, mentre il campanile venne fatto costruire nel XIX secolo dal parroco don Giacomo Messa; una delle campane conservate al suo interno è invece di epoca più antica, in quanto vi è incisa la data 1748.